# Hartwig Hochstein
Hartwig Hochstein (* 17. September 1943 in Lüdenscheid) ist ein deutscher Publizist und Autor sowie langjähriger Journalist. Er war von 1991 bis 2003 Chefredakteur der Leipziger Volkszeitung.

## Leben
Hochstein wuchs in Lüdenscheid auf und berichtete zuerst bei den Lüdenscheider Nachrichten als Sportreporter über den RSV Meinerzhagen. Später arbeitete er als Redakteur bei der Westfalenpost, als Chefredakteur beim Kölner Express; sowie bei der Bild-Zeitung.
Von 1978 bis 1991 war er einer von zwei Chefredakteuren der Neuen Presse in Hannover und prägte dort ein verändertes Profil des Blattes, um im Wettbewerb gegen die Hannoversche Allgemeine zu bestehen.
1991 wurde Hochstein zunächst für sechs Wochen, dann für sechs Monate von der Verlagsgesellschaft Madsack aus Hannover als Berater zur Leipziger Volkszeitung entsandt. Der Zeitung, die gerade von der Treuhandanstalt zur Hälfte an den Verlag verkauft worden war, drohte nach der Deutschen Wiedervereinigung die Insolvenz. In diesem Zeitraum wurde er zum Chefredakteur der LVZ und blieb es bis zu seiner Pensionierung 2003. Als Höhepunkt seiner Karriere bezeichnete er „ein Interview mit Michail Gorbatschow, das er gemeinsam mit LVZ-Korrespondent Dieter Wonka im Flugzeug auf dem Weg nach Leipzig führen konnte“.
Hochstein war ab 1994 Mitglied im Projektbeirat Führungsaufgaben in Redaktionen von Zeitungs- und Zeitschriftenverlagen (bis 1995) und im Projektbeirat Printjournalismus (bis 1999). Hochstein war 1999 Gründungsmitglied der Medienstiftung der Sparkasse Leipzig, ist Mitglied des Stiftungsrats und war langjähriger stellvertretender Vorsitzender.
Als Lehrbeauftragter der Universität Leipzig etablierte er einen Praxisanteil im Studiengang Journalismus und war 2003 Gründungsmitglied des Instituts für praktische Journalismusforschung, das gemeinsam mit der Medienstiftung und der Sparkassen-Versicherung Sachsen entstand. Außerdem war er Mitglied der Jury der Pall-Mall-Stiftung.
Hochstein arbeitet und lebt mit seiner Ehefrau Christine in Leipzig.
Er schreibt weiterhin Buchrezensionen für die LVZ,
ist Moderator der Talk-Show Bei Mephisto im Leipzig Fernsehen und der LVZ-Kriminacht bei der Leipziger Buchmesse und
engagiert sich für das Haus des Buches.
Außerdem hat er seit 2012 eine Reihe von Krimi-Anthologien veröffentlicht.

## Auszeichnungen
- 2003: Goldene Ehrennadel des Deutschen Journalisten-Verbands[5]
- 2005: Sächsischer Verdienstorden[4]

## Werke (Auswahl)
- Stammtischmorde. 9 Leipziger packen aus. fhl-Verlag, Leipzig 2012, ISBN 978-3-942829-42-7.
- Stammtischmorde II. 12 Leipziger packen aus. fhl-Verlag, Leipzig 2013, ISBN 978-3-942829-34-2.
- Stammtischmorde III. 13 Krimi-Experten und Polizeipräsident Bernd Merbitz packen aus. fhl-Verlag, Leipzig 2014, ISBN 978-3-942829-26-7.
- Stammtischmorde. Das Finale. edition krimi, Leipzig 2017, ISBN 978-3-946734-12-3.